# Lijst van burgemeesters van Hoek
Dit is een lijst van burgemeesters van de voormalige Nederlandse gemeente Hoek tot die gemeente in 1970 opging in de gemeente Terneuzen.
| Ambtsperiode | Naam burgemeester                                 | Leefde    | Partij of stroming | Bijzonderheden                                                                                      |
| ------------ | ------------------------------------------------- | --------- | ------------------ | --------------------------------------------------------------------------------------------------- |
| 1797         | Laureijs Baale                                    | 1743-1811 |                    | agent municipal; voordien adjoint agent municipal                                                   |
| 1799 - 1811  | Levinus Weesepoel                                 | 1755-1831 |                    | agent municipal, vanaf 1800 maire; voordien adjoint agent municipal                                 |
| 1811 - 1834  | Abraham Nousen                                    | 1777-1854 |                    | achtereenvolgens maire, schout en burgemeester                                                      |
| 1834 - 1840  | Petrus Dieleman                                   | 1771-1841 |                    | burgemeester                                                                                        |
| 1840 - 1845  | Abraham Nousen                                    | 1777-1854 |                    | |
| 1846 - 1853  | Levinus Nijssen                                   | 1797-1865 |                    | |
| 1853 - 1865  | mr. Johannes Pieter Dronkers                      | 1824-1896 |                    | tevens burgemeester van Terneuzen                                                                   |
| 1865 - 1892  | Johan Adriaan van Boven                           | 1832-1898 |                    | tevens burgemeester van Terneuzen (1865-1899)                                                       |
| 1892 - 1901  | Hendrik Wolfert Hz.                               | 1834-1901 |                    | |
| 1901 - 1929  | Adriaan Wolfert                                   | 1860-1929 |                    | zoon van zijn voorganger                                                                            |
| 1929 - 1942  | mr. Johannes Adrianus van Tienhoven               | 1881-1965 |                    | eerder burgemeester van Marum en Dodewaard, tijdens de bezetting werd hij afgezet als burgemeester. |
| 1942 - 1944  | Cornelis Joos van der Pijl                        | 1911-1989 | NSB                | tevens burgemeester van Hontenisse (1944)                                                           |
| 1944 - 1947  | mr. Johannes Adrianus van Tienhoven van Tienhoven | 1881-1965 |                    | |
| 1947 - 1968  | Albertus Frederik Hanssens                        | 1910-1980 | PvdA               | oneervol ontslagen                                                                                  |
| 1968 - 1970  | Jan van der Peijl                                 | 1908-1984 |                    | waarnemend burgemeester                                                                             |